# Токо білочубий
Токо білочубий (Horizocerus albocristatus) — вид птахів родини птахів-носорогів (Bucerotidae).

## Поширення
Птах досить поширений в тропічній Африці. Він трапляється в Анголі, Беніні, Камеруні, Центрально-Африканській Республіці, Республіці Конго, Демократичній Республіці Конго, Кот-д'Івуарі, Екваторіальній Гвінеї, Габоні, Гані, Гвінеї, Гвінеї-Бісау, Ліберії, Нігерії, Сенегалі, Сьєрра-Леоне, Того і Уганді.

## Підвиди
- Horizocerus albocristatus albocristatus (Cassin, 1848) – Гвінея до Кот-д'Івуар.
- Horizocerus albocristatus cassini (Finsch, 1903) – від Нігерії на схід до Уганди та на південь до Анголи.
- Horizocerus albocristatus macrourus (Bonaparte, 1850) – Кот-д’Івуар і Гана.